# Hult Healey
Hult Healey war ein schwedischer Hersteller von Automobilen.

## Unternehmensgeschichte
Mats Svanberg aus Hult besaß einen Austin-Healey. 1981 begann er zusammen mit Lennart Waerme, einen Sportwagen herzustellen. 1984 war das Fahrzeug fertig. Bis 1987 wurden vier komplette Fahrzeuge sowie 38 Bausätze für Kit Cars verkauft.

## Fahrzeuge
Das erste Modell war der Mk. I. Er ähnelte dem Austin-Healey. Das allererste Fahrzeug wurde von einem Motor von Volvo angetrieben. Von diesem Modell entstanden 35 Bausätze und 4 Komplettfahrzeuge. 1987 erschien der sportlichere Mk. II. Von diesem Modell wurden nur drei Exemplare produziert.